# اس‌ام یوسی-۳۵
اس‌ام یوسی-۳۵ (به انگلیسی: SM UC-35) یک زیردریایی بود که طول آن ۱۶۵ فوت ۲ اینچ (۵۰٫۳۴ متر) بود. این زیردریایی در سال ۱۹۱۶ ساخته شد.